# The Wives of Jamestown
Pour plus de détails, voir Fiche technique et Distribution.
The Wives of Jamestown est un film américain sorti en 1913, tourné en 1912, en Irlande et réalisé par Sidney Olcott, avec Jack J. Clark, Gene Gauntier et Robert G. Vignola.

## Fiche technique
- Réalisation : Sidney Olcott
- Scénario : Gene Gauntier
- Production : Kalem
- Directeur de la photo : George K. Hollister
- Décors : Allan Farnham
- Longueur : 1 823 pieds
- Date de sortie : 1913
- Distribution : General Film Company

## Distribution
- Gene Gauntier : Lady Geraldine
- Helen Lindroth : Anne McCarthy
- Jack J. Clark : Brian O'Sullivan
- J.P. McGowan : The O'Rourke
- Robert G. Vignola : Shamus O'Daly

## Anecdotes
Le film a été tourné durant l'été 1912 en Irlande, à Beaufort et au château de Flesk à Killarney, comté de Kerry. Et aux États-Unis, à Norfolk, Virginie, dans les décors de l'exposition universelle de 1907.